# Hartmut Schulze-Boysen
Hartmut Schulze-Boysen (* 21. Februar 1922 in Duisburg als Hartmut Schulze; † 14. Juli 2013 in Bonn) war ein deutscher Diplomat.

## Leben
Hartmut Schulze wurde als jüngstes von drei Kindern von Marie Luise Boysen, einer Nichte des Soziologen Ferdinand Tönnies und des Marineoffiziers Erich Edgar Schulze, einem Neffen des Admirals Alfred von Tirpitz, geboren. Sein älterer Bruder war der Beamte im Reichsluftfahrtministerium und Widerstandskämpfer Harro Schulze-Boysen, seine Schwägerin Libertas Schulze-Boysen. In Erinnerung an seinen 1942 hingerichteten Bruder nahm Hartmut Schulze ebenfalls den Doppelnamen Schulze-Boysen an.
Schulze-Boysen erreichte, dass die Staatsanwaltschaft Berlin das Urteil des Reichskriegsgerichts gegen seinen Bruder Harro am 24. Februar 2006 – 63 Jahre nach dessen Hinrichtung – aufhob.
Nach dem Zweiten Weltkrieg, den er in einem Sanatorium in der Schweiz verbrachte, studierte er Volkswirtschaft in Freiburg im Breisgau und war dann von 1950 bis 1987 im deutschen Auswärtigen Dienst tätig. Dort bekleidete er unter anderem den Posten des Pressereferenten an der Botschaft in Washington, später den des Gesandten (zeitweise auch Vertreters des Botschafters und damit de facto [aber nicht titulär] Botschafter) in Tokio, des Generalkonsuls in New York und des Botschafters in Bukarest zur Ceaușescu-Zeit. Von 1977 bis 1979 war er Generalkonsul in São Paulo, Brasilien. Er lebte zuletzt in Bonn und in Spanien.
Wilhelm Grewe nannte ihn in seinen Memoiren seinen engsten Mitarbeiter und betont mit Blick auf „Schu-Boys“ diplomatischen Arbeitsstil vor allem seine unsentimental-sachliche Art und seine Neigung, keine unnötigen Worte zu machen. Von 1952 bis 1954 sammelte das Bundesamt für Verfassungsschutz Material gegen ihn, weil er angeblich Kommunist sei, allein weil er durch seinen Bruder verdächtig schien.